# Evangelische Kirche Koblenz-Metternich

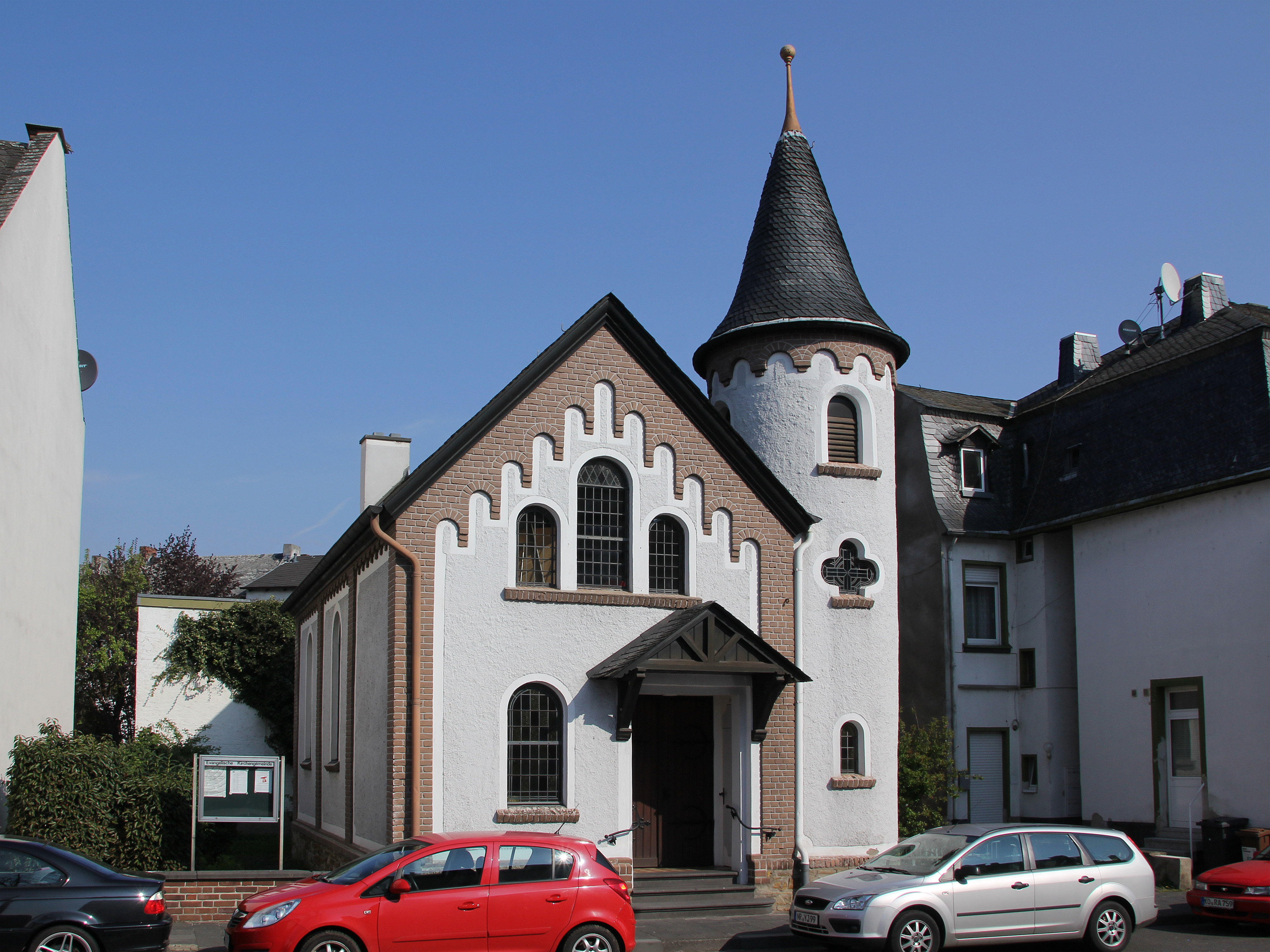
Die Evangelische Kirche in Koblenz-Metternich

Die Evangelische Kirche Koblenz-Metternich, auch Zieglerkirche genannt, ist eine neuromanische Kirche in Koblenz. Die 1898 im Stadtteil Metternich für Lippische Ziegler erbaute Kirche war der erste evangelische Kirchenneubau auf dem heutigen Gebiet von Koblenz. Sie gehört zum Kirchenkreis Koblenz der Evangelischen Kirche im Rheinland.

## Geschichte
Die Evangelische Kirche in Metternich wurde 1898 auf Veranlassung des Koblenzer Pfarrers Otto Seeger (1849–1921) nach Plänen des Koblenzer Architekten Rudolph Farchland für evangelische Ziegler aus Lippe errichtet. Die Ziegler kamen als Saisonarbeiter nach Metternich, um hier in den Ziegelbrennereien zu arbeiten. Der Kirchenbau wurde von Kaiserin Augusta unterstützt, aber auch durch Kollekten des Lippischen Konsistoriums Detmold und der Evangelischen Kirche Berlin finanziert. Mit den Lippischen Ziegler hatte sich der Anteil der evangelischen Bevölkerung in Metternich von 50 (1889) auf 155 (1900) mehr als verdreifacht.

## Bau und Ausstattung
Die Evangelische Kirche ist ein neuromanischer Saalbau mit Rundturm und kleinem Satteldach. Mit der Apsis ist sie nach Norden gerichtet. Auf der Südseite ist ein kaum niedriger aber leicht nach links verschobener Vorbau angesetzt, damit Platz für den zylindrischen Turm mit Kegeldach ist. Außen ist der Putzbau mit unterschiedlich großen Rundbogenfenstern durch Lisenen und Bogenfriese aus Backstein gegliedert.
Der kleine Saal mit Empore im Inneren hat einen um zwei Stufen erhöhten Chor. Die mechanische Pfeifenorgel wurde 1965 von der Firma Oberlinger aus Windesheim erbaut. Im Turm hängte eine 1963 gegossene Glocke von der Glockengießerei Rincker aus Sinn.

## Kirchengemeinde
1907 wurde die Evangelische Kirche Koblenz-Metternich eingepfarrt und gehört schließlich seit 1965 zur „Evangelischen Kirchengemeinde Koblenz-Lützel“, zu der auch das Gemeindezentrum Bodelschwingh in Lützel, die Evangelische Kirche in Güls, die Evangelische Kirche in Kesselheim und die Martin-Luther-Kirche in Neuendorf gehören.

## Denkmalschutz
Die Evangelische Kirche Koblenz-Metternich ist ein geschütztes Kulturdenkmal nach dem Denkmalschutzgesetz (DSchG) und in der Denkmalliste des Landes Rheinland-Pfalz eingetragen. Sie liegt in Koblenz-Metternich in der Trierer Straße 141.